# Puerta de Alan
La puerta de Alan (en ingusetio:Ала́ной ков) es una puerta de entrada triunfal a la ciudad de Magás, la capital de la República de Ingusetia, erigida en el estilo de la antigua arquitectura de las torres ingusetias en memoria de la antigua civilización de los alanos y sus representantes.

## Arquitectura
La monumental estructura arquitectónica de la Puerta de Alan, consta de dos anexos laterales y una torre central, que están conectados por un techo en forma de arco. Las torres se estrechan 13 centímetros con cada metro. Una escalera de caracol recorre los dos lados de las estructuras de la torre, y desde el segundo piso se llega a la cima del arco, donde hay un mirador con vistas a la ciudad, la Torre de la Concordia y la majestuosa cadena de las montañas del Cáucaso. Las torres alcanzan una altura de 18 metros, y la anchura de la puerta desde el borde de una torre hasta el borde lejano de otra es de 24 metros.
Encima de los techos arqueados a ambos lados de las paredes se encuentran los escudos de armas de Magás. En el lado de la entrada frontal del arco delante de las bases de las torres hay esculturas - tres en cada torre: delante del lado hay esculturas de antiguos guerreros ingusetios - guardias del país y sus puertas principales, delante de la torre central hay una escultura de una mujer ingusetia con vestimenta tradicional que sostiene una bandeja con un pan plano - plato nacional-.

## Historia
El proyecto fue iniciado por el gobernador de Ingusetia, Yunus-Bek Yevkurov, —según otra versión, el autor del proyecto es el alcalde de Magás, Beslan Tsechoev—. La construcción de las puertas comenzó en mayo de 2015 y se completó siete meses después. Se inauguró el 21 de diciembre de 2015. La Puerta Alan fue construida con fondos del filántropo ingusetio Alikhan Kharsiyev. En la ceremonia de apertura participaron los representantes de la Asociación de Héroes de Rusia, las delegaciones de Kabardino-Balkaria, la República de Chechenia, Daguestán y la [región de Rostov. El honorable papel de la apertura del arco fue otorgado al símbolo principal representado en el escudo de armas tanto de Ingusetia como de Magás - el águila, que al final del solemne evento se elevó al cielo desde lo alto de la «Puerta de Alan».
La construcción de la Puerta de Alan causó controversia en cuanto a la aparición de un monumento con tal nombre en Ingusetia, ya que históricamente el desfiladero de Daryal en la frontera de Osetia del Norte y Georgia era conocido con este nombre. Entre otras cosas, los autores del proyecto fueron acusados de «intentos de falsificar la historia».